# Frăsinet-Gară
Frăsinet-Gară – wieś w Rumunii, w okręgu Aluta, w gminie Vlădila. W 2011 roku liczyła 435 mieszkańców. 